# Ichneumon tottor
Ichneumon tottor es una especie de insecto del género Ichneumon de la familia Ichneumonidae del orden Hymenoptera.

Fue descrita científicamente por primera vez en el año 1822 por Thunberg.
Es endémica de África del sur.